# Pântano Okefenokee
O Pântano Okefenokee é uma área de águas rasas, com cerca de 438 000 acre(s)s (1 800 km2), formado por uma junção de planície inundável com turfa, atravessando a fronteira entre os estados da Flórida e Geórgia, nos Estados Unidos. A maior parte do pântano é protegida pelo Refúgio Nacional de Vida Selvagem Okefenokee e pela Região Selvagem de Okefenokee. O pântano é considerado uma das Sete Maravilhas Naturais da Geórgia. O Okefenokee é o maior pântano de "águas negras", na América do Norte.
O pântano foi designado como Marco Natural Nacional em 1974.

## Etimologia

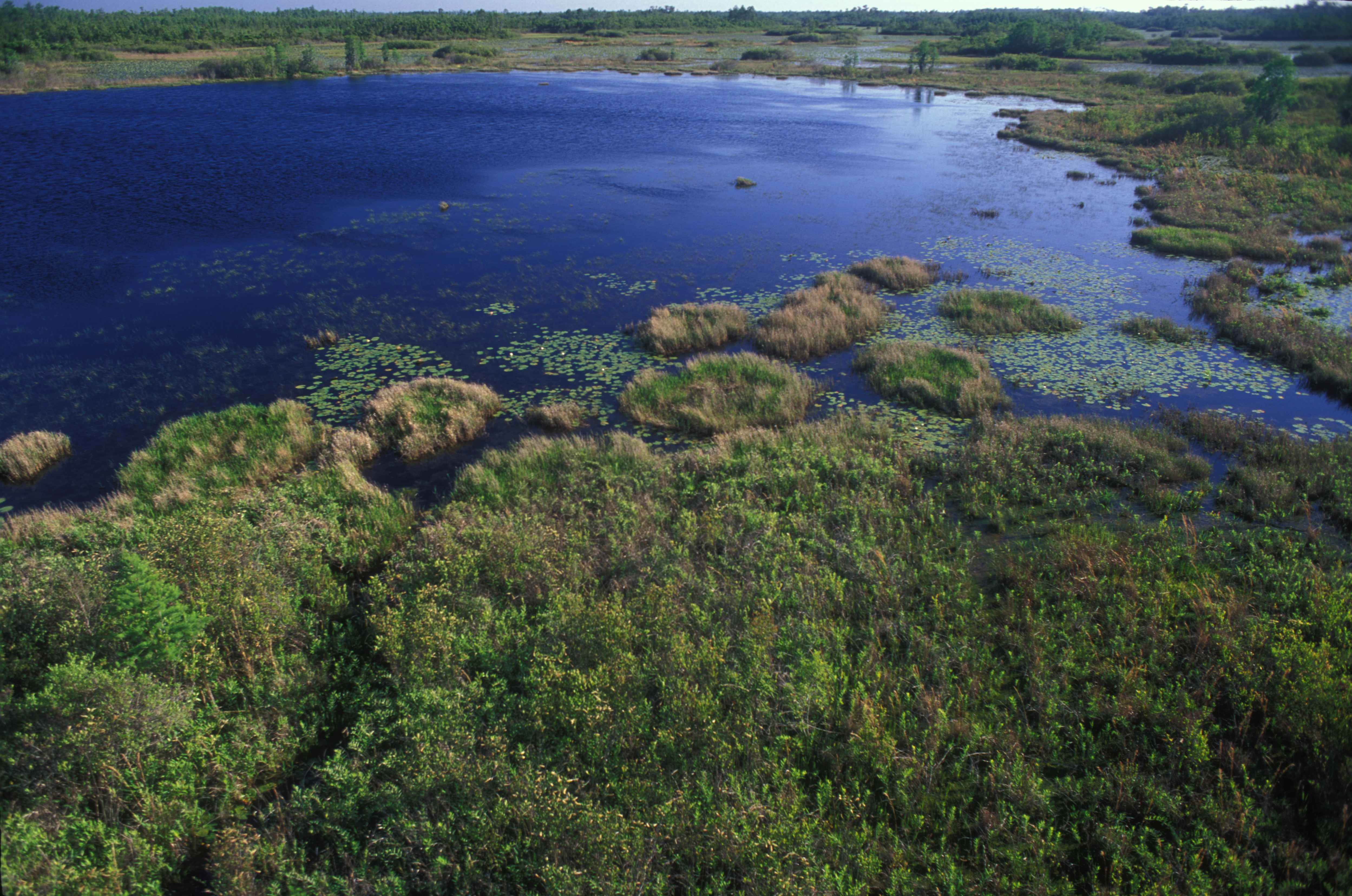
Vista aérea dos pantanais de Okefenokee

O nome Okefenokee foi registrado ao longo dos anos com uma imensa variante de pronúncias na história literária. Embora se traduza o nome por vezes como "região da terra trêmula", o nome é mais precisamente derivado da língua Hitchiti, oki fanô:ki, cuja tradução é "água que borbulha".

## Origem
Okefenokee foi formado há mais de 6500 anos pela acumulação de trufa numa bacia rasa á beira de um antigo terraço da costa atlântica, a antiga área geológica de um estuário pleistoceno. O pântano é limitado pela Trail Ridge, uma faixa de terra elevada que se acredita ter se formado originalmente como dunas costeiras. Os rios St. Marys e Suwannee se originam no pântano. O rio Suwannee se origina de pequenos canais de água no seio do pântano e drena, pelo menos, noventa por cento da bacia sudoeste do pântano, em direção ao Golfo do México. O rio St. Mary, que drena somente cinco a dez por cento da bacia sudeste, flui pelo sul, ao longo do lado ocidental da Trail Ridge, através da cordilheira pelos baixios do rio, e novamente ao norte, passando pelo lado oriental da Trail Ridge, se voltando ao leste, rumo ao Atlântico.

## História

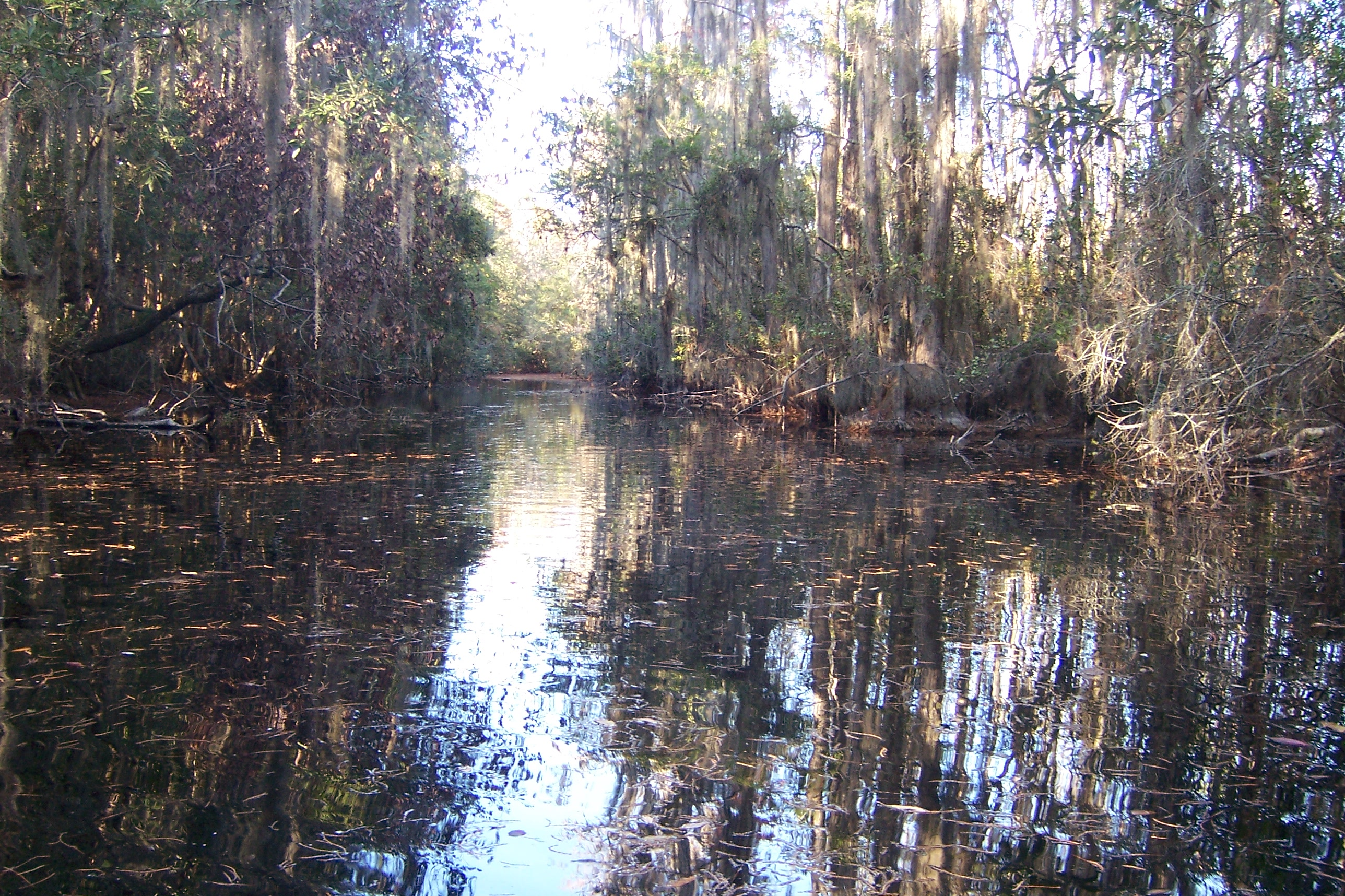
Um dos canais no Pântano Okefenokee.

Os primeiros habitantes conhecidos da região  foram os Oconi, falantes da língua Timucua, que residiam o lado oriental do pântano. Frades espanhóis construíram a missão de Santiago de Oconi próximo da área, com o intuito de converter a população local ao cristianismo. As habilidades de navegação dos Oconi, desenvolvidas nos pântanos perigosos, provavelmente contribuiu para o emprego como barqueiros, no rio St. Johns, pelos espanhóis, junto ao terminal ribeirinho do camino real no norte da Flórida.
Residentes modernos de longa data de Okefenokee, chamados de "Swampers" (tradução literal: pantaneiros), possuem majoritariamente ancestralidade anglo-americana. Devido ao relativo isolamento, os habitantes da região se utilizam de frases e da sintaxe do inglês do período elisabetano, preservado desde o começo do período colonial, à época que tal modelo de linguagem era comum na Inglaterra. O canal de Suwannee foi cavado através do pântano no final do século XIX, em uma tentativa falha de drenar o Okefenokee. Após a Suwannee Canal Company falir, a maior parte do pântano doi comprado pela família Hebard da Philadelphia, que conduziu atividades de corte de cipreste entre 1909 e 1927. Outras companhias madeireiras desenvolveram linhas férreas no pântano até 1942; alguns remanescentes permanecem visíveis cruzando os canais do pântano. Na sua porção ocidental, em Billy Island, permanecem os restos de de alguns equipamentos de corte de madeira, bem como outros artefatos, de uma antiga vila madeireira de 1920, que chegou a possuir cerca de 600 residentes. A maior parte de Okefenokee está incluída no Refúgio Nacional de Vida Selvagem Okefenokee.
O pior incêndio florestal da história do pântano se originou de um raio que atingiu uma área próxima do centro do refúgio, em 5 de maio de 2007, eventualmente se fundindo à outro incêndio iniciado próximo à Waycross, Geórgia, em 16 de abril, quando uma árvore atingiu uma linha de energia. Designado por Incêndio de Bugaboo Scrub, em 31 de maio, o fogo queimou mais de 600 000 acre(s)s (2 400 km2), permanecendo até hoje como o maior incêndio da história da Geórgia e da Flórida.
Em 2011, o Incêndio de Honey Prairie consumiu cerca de 309 200 acre(s)s (1 300 km2) de terras no pântano.

## Acesso
Há quatro entradas públicas:

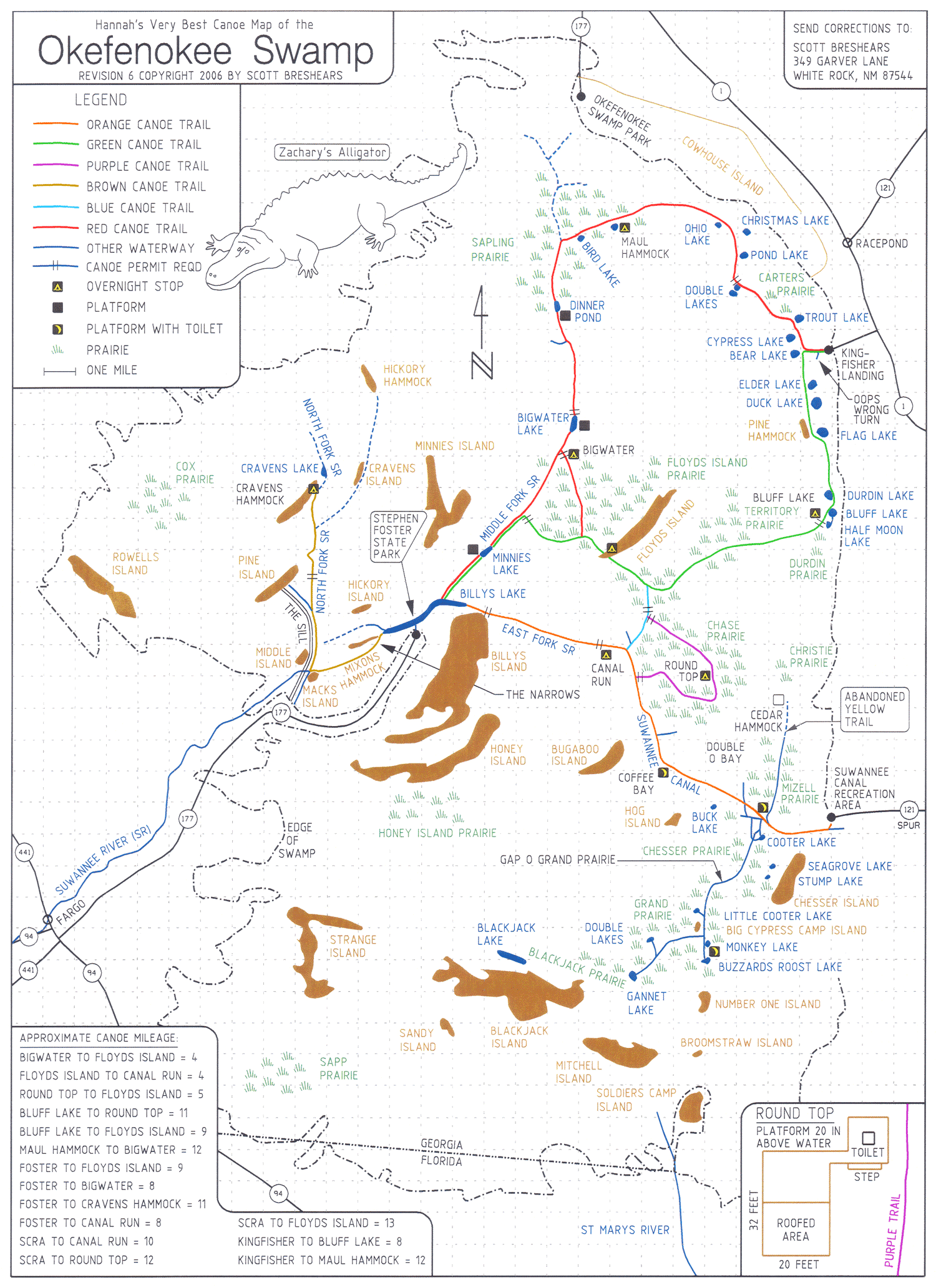
Mapa do Pântano Okefenokee

- Suwannee Canal Recreation Area, em Folkston, Geórgia
- Kingfisher Landing, em Race Pond, Geórgia
- O Parque Estadual Stephen C. Foster, em Fargo, Geórgia
- Suwannee Sill Recreation Area, em Fargo, Geórgia

Além disso, uma organização sem fins lucrativos, a Okefenokee Swamp Park, provê o acesso ao norte de Okefenokee, próximo a Waycross, Geórgia.
A State Route 2 atravessa a porção do pântano localizada na Flórida, entre as cidades georgianas de Council e Moniac.
A Swamp Perimeter Road circunda o Refúgio Nacional de Vida Selvagem Okefenokee. Murada e fechada ao uso público, ela providencia o acesso para o controle de incêndios entre o refúgio federal e as fazendas industriais de árvores para corte ao redor.

## Operações de minas de titânio
Uma concessão de 50 anos para a mineração de titânio para a DuPont começaria em 1997, porém protestos e a oposição pública e do governo sobre a possibilidade de efeitos ambientais desastrosos entre os anos de 1996 e 200 forçou a companhia a abandonar o projeto em 2000 e renunciar seus direitos sobre a mineração. A DuPont doou os 16 000 acre(s)s (65 km2) que havia comprado para a sua mina ao Fundo de Conservação e, em 2005, aproximadamente 7 000 acre(s)s (28 km2) de terras doadas foram transferidas ao Refúgio Nacional de Vida Selvagem Okefenokee.
Em 2018, a Twin Pines Minerals LLC propôs abrir outra mina de titânio perto de Okefenokee, ais de 60000 pessoas enviaram reclamações em oposição à operação. Em 2020, uma nova lei da administração Trump, removeu cerca de 400 acre(s)s (1,6 km2) na área proposta como sítio de mineração da proteção federal, colocada em proteção sob o Clean Water Act. O plano atualizado prevê a inclusão de uma área de mineração de 577,4 acre(s)s (2,337 km2) para a mineração de titânio e zircônio, acerca de 4,7 km ao sul do Refúgio Okefenokee. Entretanto o senador Jon Ossoff bloqueou a mina proposta após o U.S. Fish and Wildlife Service advertir sobre vários danos potenciais ao refúgio.

## Meio-ambiente
O pântano Okefenokee é parte da ecorregião das florestas de coníferas do Sudeste. Muito do Okefenokee faz parte do sistema de zonas úmidas das planícies do Atlântico e do Golfo, cobertas por ciprestes (Taxodium distichum) e tupelos do pântano (Nyssa biflora). As terras altas fazem parte do domínio dos carvalhos. Áreas mais secas e que com frequência sofrem queimadas estão nas regiões de pinheirais (Pinus palustris).
O pântano possui diversas espécies de plantas carnívoras, incluindo várias espécies de Utricularia, Sarracenia psittacina, e a gigante Sarracenia minor. Uma espécie de fungo cogumelídeo Rogersiomyces okefenokeensis é encontrada no pântano.

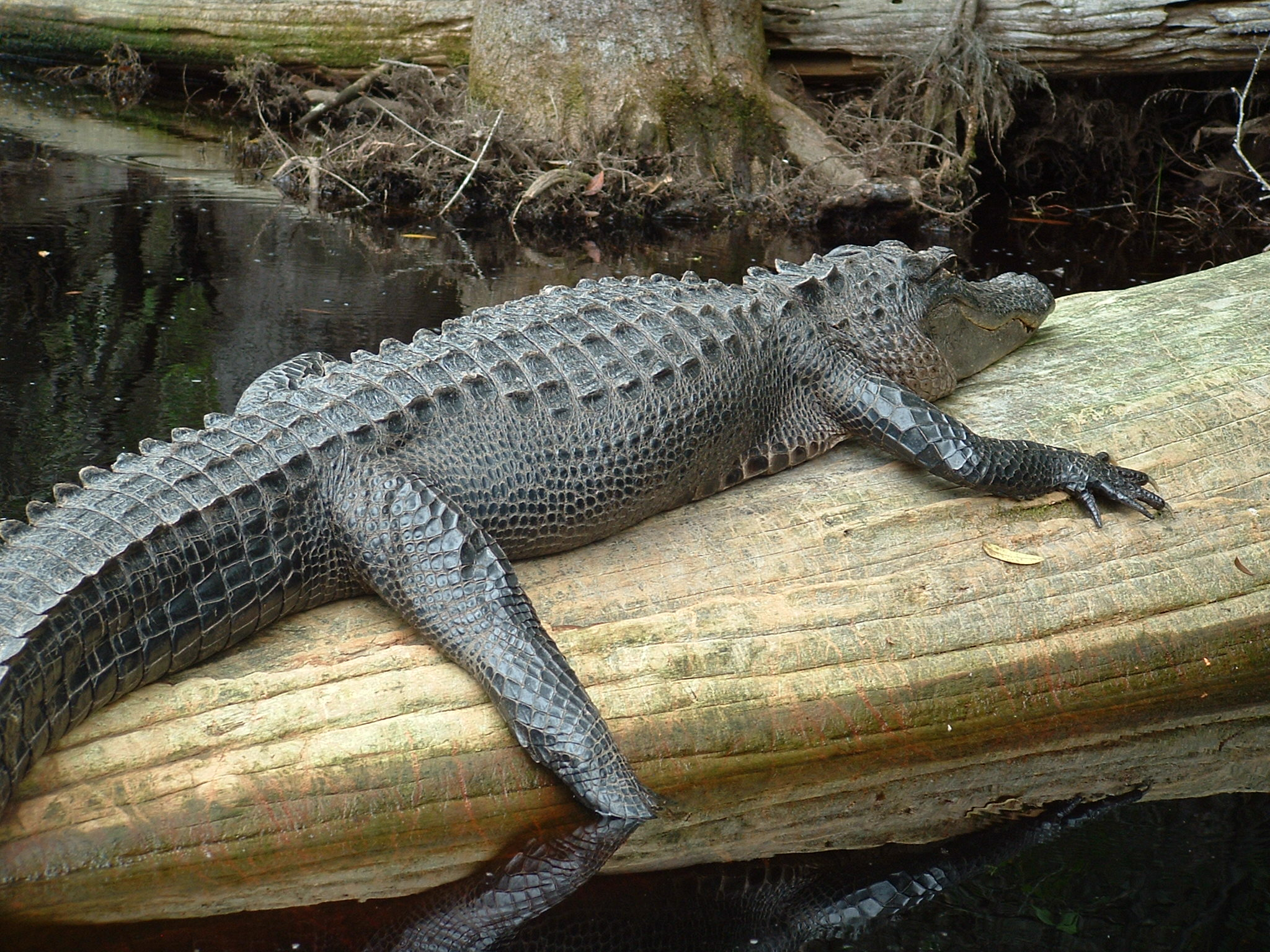
Um aligátor-americano repousa em um tronco no em Okefenokee.

Okefenokee é o lar de várias aves migratórias, incluindo garças, egrettas, íbis, grous, e abetardas, embora as populações variem de acordo com as estações e os níveis de água. O pântano também abriga diversas espécies de pássaros e pica-paus. Okefenokee é conhecido por suas espécies de anfíbios e répteis tais como sapos, rãs, tartarugas, lagartos e cobras, bem como a abundante população de aligátores-americanos, incluindo o mais velho aligátor conhecido, nomeado Okefenokee Joe, que morreu em setembro de 2021. É também um habitat crítico do urso negro da Flórida.
Em 1974, dois LPs com sons do pântano foram lançados no disco sexto da série de álbuns Environments.

## Eventos recentes
Mais de 600 000 acre(s)s (2 400 km2) da região queimaram entre abril e julho de 2007. Essencialmente, a área do pântano sofreu em sua totalidade com os incêndios, porém os graus de impacto foram amplamente variados. O alcance da fumaça dos incêndios chegou à longas distâncias, como Atlanta e Orlando. 
Quatro anos depois, em abril de 2011, o incêndio florestal de Honey Prairie começou quando o pântano ficou muito mais seco que o usual, devido uma seca severa. Em janeiro de 2012, o incêndio havia queimado cerca de 315 000 acre(s)s (1 300 km2) dos 438 000 acre(s)s (1 800 km2) de Okefenokee, enviando volumes de fumo sobre a Costa Leste dos Estados Unidos e causando um impacto desconhecido sobre a biodiversidade. Com a seca se perseverando, o incêndio continuou, com a contenção de somente 75% do fogo. Em 17 de abril de 2012, o incêndio de Honey Prairie foi finalmente declarado como controlado. Bombeiros, vizinhos ao refúgio, e empresários contribuíram para uma supressão segura do fogo. Durante a duração do incêndio não houve fatalidades e ferimentos sérios. Os bombeiros conseguiram conter o fogo dentro dos limites do Refúgio Nacional de Vida Selvagem Okefenokee. Apenas 18 206 acre(s)s (74 km2) queimaram fora do refúgio.
Em 6 de abril de 2017, um raio iniciou o incêndio de West Mims, que queimou em torno de 152 000 acre(s)s (620 km2)

## Na cultura popular
- O nome "Okefenokee" aparece diversas vezes na cultura popular americana, a exemplo, na tirinha Pogo, de Walt Keely, onde as personagens fazem seu lar em Okefenokee; e Scooby-Doo, no qual Scooby-Dum é originário de Okefenokee também.
- O filme de 1941, Swamp Water, dirigido por Jean Renoir, estrelando Walter Brennan e Walter Huston, baseado na novela de Vereen Bell, foi filmado em Okefenokee, próximo à Waycross, Geórgia.
- O filme de 1952, Lure of Wilderness, um remake de Swamp Water, estrelando Jeffrey Hunter, Walter Brennan (reprisando seu papel em Swamp Water), e Jean Peters, foi filmado na mesma região.[21]
- Em 1973, Okefenokee foi mencionado no filme de Hollywood, White Lightning, estrelando Burt Reynolds como Robert 'Gator' McKlusky, um vendedor ilegal de aguardente. Reynolds reprisou seu papel em 1976, na sequência Gator, sendo esta também sua estreia na direção. O filme co-apresenta o ator/músico de Swamp Rock da Geórgia Jerry Reed, que escreveu e gravou "The Ballad of Gator McKlusky" para o filme.[22]